# Alfredo Bridge
Alfred Bridge (San Juan, 1971) es un jugador de hockey sobre patines argentino que fue campeón del mundo en 1995 (Recife) y ganador de la medalla de oro en los Juegos Olímpicos de Barcelona 1992, donde se incluyó el hockey sobre patines como deporte de exhibición. Se desempeña como arquero.

## Medalla de oro en hockey sobre patines (exhibición)
Alfred Bridge obtuvo la medalla de oro en los Juegos Olímpicos de Barcelona 1992, donde el hockey sobre patines fue incluido como uno de los deportes de exhibición, presentándose los mejores equipos del mundo, como Portugal, el campeón mundial, y otros favoritos como España, Argentina e Italia.
Argentina inició mal la competencia perdiendo contra Estados Unidos en un partido muy violento. En la ronda semifinal Argentina venció sucesivamente a Brasil (3-1), a Italia (7-3) y a Holanda, clasificándose para disputar la final contra España. El partido decisivo se jugó el 7 de agosto en el Palau Blaugrana.
Argentina salió con Hermann, P. Cairo, Páez, Allende y Roldán; luego entrarían Monserrat y G. Cairo. El encuentro se inició con España dominando con amplitud y una actuación sobresaliente del arquero argentino, impidiendo que los ibéricos se pusieran en ventaja, hasta que finalmente lo lograron en el minuto 15, con un gol de Avecilla. Argentina reaccionó y en un minuto convirtió dos goles a través de Páez, finalizando el primer tiempo 2-1.
En el segundo tiempo los argentinos tomaron el control del partido aumentando la diferencia con goles de Páez y Roldán (4-2). España descontó por medio de Carlés, pero la Argentina volvió a sacar tres tantos de diferencia gracias a un gol de P. Cairo, dando la sensación que estaban asegurando la victoria. Pero los argentinos se desconcentraron y los españoles dieron vuelta el partido convirtiendo tres goles y llevando la final a tiempo suplementario.
Reanudado el encuentro, argentinos y españoles no se dieron tregua. Páez, una de las figuras del equipo argentino, rompió el empate (6-5), pero inmediatamente Rovira puso el 6-6. En ese momento Diego Allende logró desnivelar con dos jugadas individuales que le dieron a la Argentina los dos goles de ventaja (8-6) que le permitió obtener la medalla de oro.
El equipo argentino estuvo integrado por: Diego Allende (25), Alfred Bridge (21), Alejandro Cairo (21), Gabriel Cairo (23), Pablo Cairo (28), Guillermo Herrmann (25), Raúl Monserrat (20), José Luis Páez (23) y Roberto Roldán (23). El director técnico fue Miguel Miguez.

## Palmarés

### Campeonato del mundo de hockey sobre patines
- 1995, Recife: Campeón

### Juegos Olímpicos
- 1992, Barcelona: medalla de oro